# Fernand Wéry
Fernand Wéry, né en 1886 à Ixelles et mort en 1964 à Boitsfort, est un peintre belge.